# Église Sainte-Colombe de La Digne-d'Amont
L'église Sainte-Colombe de La Digne-d'Amont est une église située à La Digne-d'Amont, en France.

## Localisation
L'église est située sur la commune de La Digne-d'Amont, dans le département français de l'Aude.

## Historique
L'élévation des murs nord et ouest et du clocher, la porte ouest avec clef sculptée, la porte fortifiée adjacente, au nord, avec clef sculptée ont été inscrites au titre des monuments historiques en 1948.